# セントラル・インテリジェンス
『セントラル・インテリジェンス』（原題：Central Intelligence）は、2016年のアメリカ合衆国のアクションコメディ映画。監督はローソン・マーシャル・サーバー、主演はドウェイン・ジョンソンとケヴィン・ハートが務めた。

## ストーリー
1996年。高校生のカルヴィン・ジョイナーは生徒会長を歴任し、運動部で活躍するヒーローだった。卒業を目前に最優秀生徒として表彰されたカルヴィンが全校集会でスピーチをしていると、トレヴァー・オルソン率いるいじめっ子たちが現れ、シャワーを浴びていたロビー・ウィアディクトをホールに放り込んでくる。全裸で現れ戸惑うロビーの姿に生徒の大半が大笑いする中、カルヴィンとその恋人であるマギーだけが痛ましい表情で彼を見つめていた。カルヴィンが着ていた上着をロビーに手渡すと、彼は股間を隠してその場を後にする。
2016年。カルヴィンはマギーと結婚し、フォレンジック会計の専門家として生計を立てていたが、高校時代の栄光とは打って変わって冴えない男になっていた。マギーは昼食の席で高校の同窓会に参加する連絡をしたと明かすが、現状を「底辺に落ちた」と感じているカルヴィンは拒絶してしまう。
仕事場に戻ったカルヴィンがFacebookを開くと、ボブ・ストーンという人物から友達申請が送られてくる。深く考えず承認し、マギーから「一緒にカウンセリングを受けよう」という提案を受け入れていると、ボブから「俺はロビー・ウィアディクトだ。今夜6時に会いたい。」というメッセージが入っていた。20年ぶりに再会したロビーは肥満体型の気弱ないじめられっ子から、筋骨粒々で堂々とした性格の正義漢に変貌していた。今でもカルヴィンをヒーロー扱いするロビーは、カルヴィンに「給与支払いに不正会計の疑いがあるから精査してほしい」と依頼する。そのままカルヴィンの自宅にあるPCで調べてみると、オークションの支払いという名目で数百万ドルの金が動いていたことが判明した。給与の記録と思えないデータにカルヴィンは困惑するが、不穏な表示が出てきたPCにロビーが酒をこぼしたことでPCは故障してしまう。カルヴィンからデータについて聞かれたロビーは何も知らないと言い張り、その日はリビングで一泊することになる。
翌朝、ロビーが眠るカルヴィンの自宅にCIAのパメラ・ハリスが仲間を率いて乗り込んできた。パメラは「ロビーは殺人と反逆罪で手配中な上に、機密情報を敵に売ろうとしているCIAのエージェントだ」と語るが、ロビーはいつのまにか姿を消している。カルヴィンがパメラたちに囲まれながら出社すると、仕事場に着くなりロビーから「その部屋の2階下にいる」と電話がかかってきた。パメラたちは部屋を飛び出していったが、部屋に戻ったカルヴィンをロビーが待ち構えており、嫌がるカルヴィンを巻き込みながら大勢のCIAエージェントと銃撃戦を繰り広げた末に、カルヴィンを連れて逃走してしまう。
ロビーが「ブラック・バッジャーという犯罪者にスパイ衛星の機密コードが盗まれ、その売却を阻止しなければならない。そのためにお前の専門知識が必要だ」「3週間前に相棒のフィルを殺され、その濡れ衣がかかっている」とカルヴィンに説明していると、行き着いた工場跡に刺客が現れ襲い掛かってきた。隙を突いて逃げ出したカルヴィンはマギーに電話をかけ、予定を入れたカウンセラーのオフィスで落ち合うことになる。
オフィスへ向かうカルヴィンはパメラに遭遇し、「ロビーは精神異常者で、彼こそがブラック・バッジャーだ。彼を捕まえるために協力してほしい」と緊急連絡用のアラートを手渡された。渋々了承したカルヴィンがカウンセリングルームに入ると、カウンセラーとしてマギーに対面しているのがロビーであることに驚愕する。ロビーをカウンセラーと信じて疑わないマギーのため茶番に付き合うカルヴィンだが、その態度にマギーは失望して退室してしまった。
消沈するカルヴィンは、ロビーの「世界を救えばマギーとの関係を修復できる」という言葉と、昨晩見たデータの存在からロビーに協力することを決める。しかし、機密コード売却を阻止するために必要な取引番号を入手するには、ロビーをいじめていたトレヴァーの協力が不可欠だった。意外にも快く協力してくれたことで取引番号は入手できたものの、トレヴァーから浴びせられた暴言にロビーは深く傷付いてしまう。それを受けてロビーは考えを改め、唯一の友人であるカルヴィンの解放を決めるが、カルヴィンはマギーを人質に取られたことでパメラに居場所を伝えてしまっていた。
CIA施設に連れられ、給湯室で待つように言われたカルヴィンだが、取調室で拷問を受けるロビーの声を聞くと決意を固め、パメラたちの不意を突いてロビーを救出する。協力して脱走した2人は取引番号が座標データであることを看破し、機密コードの売却が行われるボストンへ向かった。
ロビーが取引現場である地下駐車場へ単身乗り込むと、間を置かずパメラが姿を見せる。カルヴィンはそのことをロビーに知らせるため地下駐車場に急ぐが、そこでロビーはバイヤーと話しており、カルヴィンを銃撃して追い払ってしまった。ブラック・バッジャーとして取引を行おうとするロビーだが、そこに死んだと思っていたフィルが「俺が本物のブラック・バッジャーだ」と名乗り出てきて、取引が進まなくなる。バイヤーが痺れを切らした頃、パメラたちCIAが介入してきたことで銃撃戦が始まった。
事態を静観していたカルヴィンは、隙を見て機密コードが入ったUSBメモリを盗んで逃げ出すが、追ってきたロビーとフィルに迫られて身動きが取れなくなる。誰も信用できなくなったカルヴィンを余所に2人は戦い始めるが、混乱したカルヴィンが放った銃弾が切っ掛けとなり、ロビーはフィルに気絶させられてしまった。勝利を確信したフィルは真のブラック・バッジャーとして死を偽装した方法を語り、USBメモリを手に入れるためカルヴィンに近付いてくる。しかし、カルヴィンがフィルの注意を逸らしたところ、本当は気絶していなかったロビーがフィルを殺害し、事件は解決した。
ロビーと共に同窓会会場に到着したカルヴィンはマギーと合流し、彼女と無事に和解する。3人で会場に入るも、居心地の悪さから帰ろうとするロビーだが、同窓会の投票企画でキングに選ばれた者の名前はボブ・ストーンだった。ロビーは壇上に向かい、立ち塞がったトレヴァーを殴り飛ばしてスピーチを始める。最後に堂々と全裸を晒しトラウマを克服したロビーは、再会したダーラに想いを伝え、2人は結ばれた。
数ヵ月後、カルヴィンはお腹を大きくしたマギーに見送られながら、迎えに来たロビーと共に新たな職場であるCIAへと向かう。

## キャスト
※括弧内は日本語吹替
ボブ・ストーン / ロビー・ウィアディクト
演 - ドウェイン・ジョンソン（景浦大輔）
CIAのエージェント。高校時代はかなりの肥満体型だったが、現在は筋骨隆々の肉体に変貌を遂げている。イジメや全校集会で全裸を晒されたことがトラウマになっており、直後に不登校になっただけでなく、現在でも裸を見せることに強い抵抗がある。
学生時代のロビー
演 - シオーネ・ケレピ
カルヴィン・ジョイナー
演 - ケヴィン・ハート（西谷修一）
会計士。高校時代は文武両道で“ゴールデン・ジェット”と呼ばれる学校中の人気者だったが、現在はパッとせず、かつての部下に出世で負けるなどの現状に不満を感じている。同期だったロビーのことをよく覚えているが、ロビーが置かれていた状況は正しく認識できていなかった。
パメラ・ハリス捜査官
演 - エイミー・ライアン（近江さなえ）
CIAのエージェント。同僚であるボブ（ロビー）を裏切り者と判断して身柄を追っている。実は拷問が好き。
マギー
演 - ダニエル・ニコレット（河野茉莉）
カルヴィンの妻。カルヴィンとの間に気持ちのすれ違いを感じており、離婚した両親の二の舞になりたくないという思いから、カルヴィンと共にカウンセリングを受けることを決める。
トレヴァー
演 - ジェイソン・ベイトマン（石川匠）
銀行員。高校時代にロビーをいじめた過去がある。現在はそれなりに成功している様子だが、性根の部分は高校時代から全く変わっておらず、再会したロビーに相変わらずの暴言を浴びせる。
学生時代のトレヴァー
演 - ディラン・ボヤック
フィル
演 - アーロン・ポール（野澤英義）
ボブ（ロビー）の相棒。ブラック・バッジャーの罠にかかり殺害された。
スティーヴ
演 - ライアン・ハンセン
カルヴィンの同僚。お調子者で、カルヴィンと2人で話す際には常にふざけている。
スタン・ミッチェル捜査官
演 - ティム・グリフィン（尾堂智也）
ニック・クーパー捜査官
演 - ティモシー・ジョン・スミス
バイヤー
演 - トーマス・クレッチマン
ブラック・バッジャーから機密コードを買い取ろうとしている悪人。
ウェイトレス（レキシー）
演 - ミーガン・パーク（菅原綾香）
バーの店員。ロビーの肉体に見惚れて彼を誘惑したが相手にされなかった。
チンピラ
演 - スレイン
バーでロビーに突っかかった1人。銃をチラつかせて脅したが、ロビーには通じず殴り倒された。
ダーラ
演 - メリッサ・マッカーシー（クレジットなし）（正木沙織）
ロビーが高校時代から恋焦がれている女性。両目とも斜視で、“ブスのダーラ”と呼ばれていた。

## 製作・公開
ユニバーサル・ピクチャーズは2010年に本作の企画にゴーサインを出したが、本格的な作業に着手することができたのは2015年のことであった。
本作の主要撮影は2015年5月6日にジョージア州アトランタで始まり、7月中に終了した。なお、ロケはマサチューセッツ州でも行われた。ドウェイン・ジョンソンとケヴィン・ハートはロケ中に撮影した写真をInstagramで公開している。
2016年6月10日、本作はリージェンシー・ヴィレッジ・シアターでプレミアを迎えた。

## 興行収入
本作は『ファインディング・ドリー』と同じ週に公開され、公開初週末に3000万ドルを稼ぎ出すと予想されていたが、実際の数字はそれを上回るものであった。2016年6月17日、本作は全米3508館で封切られ、公開初週末に3553万ドルを稼ぎ出し、週末興行収入ランキング初登場2位となった。

## 評価
本作は批評家から好意的に評価されている。映画批評集積サイトのRotten Tomatoesには171件のレビューがあり、批評家支持率は70%、平均点は10点満点で5.7点となっている。サイト側による批評家の見解の要約は「ケヴィン・ハートとドウェイン・ジョンソンはコメディ映画にうってつけの俳優である。2人が織りなす見事なケミストリーのお陰で、『セントラル・インテリジェンス』は脚本のお粗末さを乗り越えた。」となっている。また、Metacriticには35件のレビューがあり、加重平均値は52/100となっている。なお、本作のCinemaScoreはA-となっている。
『ローリング・ストーン』のピーター・トラヴァースは本作に4つ星評価で星2つを与え、「もし首尾一貫したストーリーを期待しているのなら、色んな意味でそれは間違っている。『セントラル・インテリジェンス』は終始間延びしている。ただ、それでも見る価値はある。ケヴィン・ハートとドウェイン・ジョンソンの掛け合いが面白いのは間違いないのだから。」と評している。